# 사이카이 국립공원

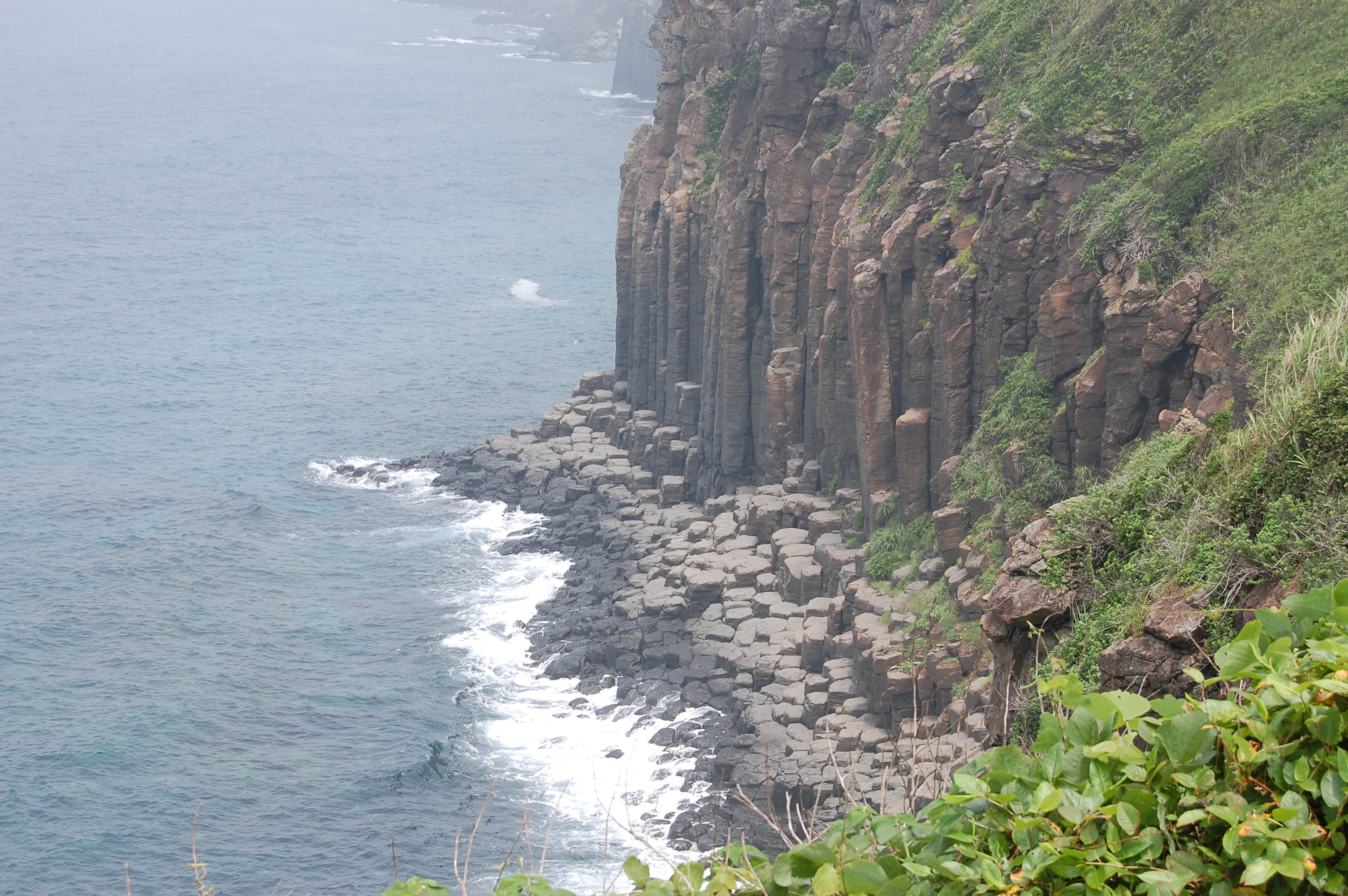
시오다와라 절벽

사이카이 국립공원(일본어: 西海国立公園)은 일본 나가사키현 서북부에 위치하는 국립공원이다. 1955년 3월 16일에 일본에서 18번째로 국립공원으로 지정되었다. 총 면적은 246.36 km2이다.
리아스식 해안과 200개 남짓의 섬으로 이루어진 구주쿠섬을 포함해 크고 작은 400개에 이르는 섬들이 펼쳐진 다도해 경관을 특징으로 한다.

## 같이 보기
- 일본의 국립공원